# Gerhard Tappen
Dietrich Gerhard Emil Theodor Tappen (3 de julio de 1866 - 28 de mayo de 1953) fue un general alemán durante la I Guerra Mundial.

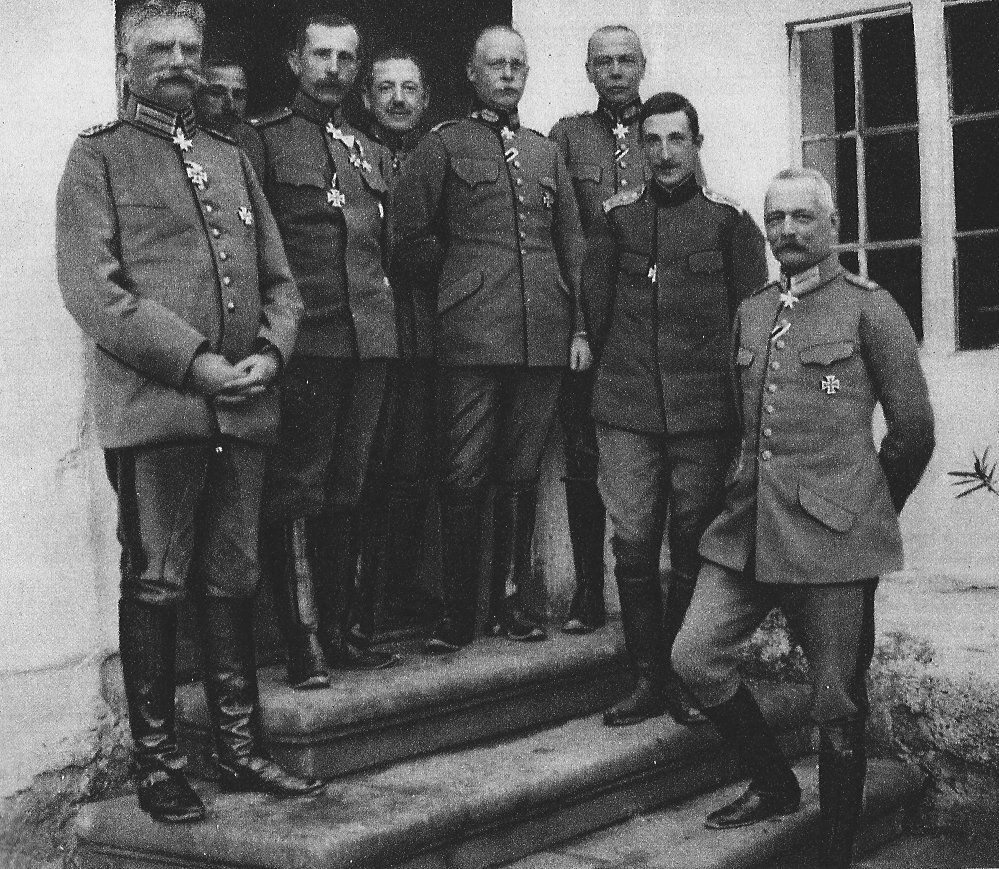
Tappen con comandantes alemanes y búlgaros en Serbia, 1915. De derecha a izquierda: Erich von Falkenhayn, Boris de Bulgaria, Hans von Seeckt, Gerhard Tappen, Petar Ganchev, Nikola Zhekov y August von Mackensen.

Nacido en Esens, Tappen ingresó en el Ejército prusiano en 1885 y se convirtió en oficial de carrera en la artillería. Al inicio de la Primera Guerra Mundial, Tappen era coronel en el Oberste Heeresleitung (OHL) en Coblenza, donde condujo la sección de operaciones que coordinaba la estrategia de batalla alemana. En septiembre de 1914 Tappen informó después de un tour de inspección en el frente que los franceses estaban demasiado exhaustos para iniciar una ofensiva, que un impulso final sería decisivo y que más retiradas podrían comprometer la moral de las tropas alemanas, después de la derrota en el Marne.
En marzo de 1915 Tappen sirvió como jefe de Estado Mayor del 7.º Ejército bajo las órdenes de Josias von Heeringen, pero pronto retornó al OHL. El 26 de junio de 1915 Tappen fue promovido a mayor general. Recibió la Pour le Mérite el 11 de septiembre de 1915 y las Hojas de Roble en enero de 1916. El 31 de agosto de 1916 Tappen fue transferido fuera del OHL y se convirtió en jefe de Estado Mayor del Grupo de Ejércitos Mackensen en el frente rumano. En diciembre de 1916 Tappen se convirtió en comandante de la 5.ª División  Ersatz. Desde septiembre de 1917 hasta el Armisticio Tappen comandó la 15.ª División de Infantería.
En 1920 Tappen escribió Bis zur Marne 1914: Beiträge zur Beurteilung der Kriegführen bis zum Abschluss der Marne-Schlacht.
Tappen murió el 28 de mayo de 1953 en Goslar.